# رالوكا ساندو
رالوكا ساندو (بالرومانية: Raluca Sandu)‏ مواليد 3 فبراير 1980 في بوخارست، جمهورية رومانيا الاشتراكية، هي لاعبة كرة مضرب رومانية سابقة بدأت مسيرتها كمحترفة سنة 1994 وكانت تلعب باليد اليمنى، اعتزلت اللعب في 2004. أعلى تصنيف لها في الفردي كان المركز الـ 68 في سنة 1999. أعلى تصنيف لها في الزوجي كان المركز الـ 228 في سنة 1999.

## روابط خارجية
- رالوكا ساندو على موقع رابطة محترفات التنس (الإنجليزية)
- رالوكا ساندو على موقع الاتحاد الدولي لكرة المضرب (الإنجليزية)
- رالوكا ساندو على موقع كأس بيلي جين كينغ (الإنجليزية)
- رالوكا ساندو على موقع خلاصة التنس.كوم (الإنجليزية)